# Mercy (bài hát của Muse)
"Mercy" là một bài hát của ban nhạc rock người Anh Muse, đồng thời là đĩa đơn thứ hai phát hành từ Drones, album phòng thu thứ bảy của nhóm.